# Нижній Чир
Нижній Чир (рос. Нижний Чир) — станиця у Суровікінському районі Волгоградської області Російської Федерації.
Населення становить 4038 осіб. Входить до складу муніципального утворення Нижнєчирське сільське поселення.

## Історія
Станиця розташована у межах українського історичного та культурного регіону Жовтий Клин.
Згідно із законом від 21 грудня 2004 року № 971-ОД органом місцевого самоврядування є Нижнєчирське сільське поселення.

## Населення
| 1859  | 1873  | 1897  | 1915  | 1917    | 1925  | 1959  |
| ----- | ----- | ----- | ----- | ------- | ----- | ----- |
| 2041  | ↗4055 | ↗6780 | ↗7919 | ↗10 142 | ↘6927 | ↘5214 |
| 1970  | 1979  | 1989  | 2002  | 2009    | 2010  |       |
| ↗5956 | ↘5541 | ↘4857 | ↘4754 | ↘4751   | ↘4038 |       |

## Мешканці
В станиці народився Козін Яків Дмитрович (1896—1973) — радянський геолог, фізикогеограф, мистецтвознавець, художник.